# 츠루하시 대학살
츠루하시 대학살은 일본 우익 인물 중 한 명인 카츠라다 미야비가 주장한 것이다.

## 요약
2013년 2월 24일, 일본의 한 우익 단체가 오사카 츠루하시에서 연설했다. 이 때 참가자 중 한 사람이 난징 대학살을 예로 들고, 츠루하시 대학살을 실시한다고 발언했다. 학살 대상은 오사카 츠루하시에 사는 재일 한국인들이었다. 이 발언을 하고 있던 사람은 당시 여중생이었던 카츠라다 미야비였다. 다른 참가자들 역시 이 발언에 찬성했다.
2013년 7월 9일 일본 도쿄에서 증오 연설에 관한 회의가 열렸다. 이 회의에서 캘리포니아 주립대학교 풀러 턴 캠퍼스 교수는이 문제를 거론했다. 이에 따라 일본의 모든 중학생이 같은 생각을 하고 있다고 생각될지도 모른다고 했다. 이를 통해 동일본 대지진 이후 일본에 대한 이미지가 악화될 수도 있다고 했다..